# 泉極娘
泉極娘(せんごくガールズ)は、日本の女性パフォーマンスグループ。
公式では泉極ガールズの表記であるが、ファンなどの間では泉極娘の表記で通っており、デファクトスタンダードになっている。SNSでは両方が併記されることもある。
群馬県みなかみ町内や関東地方のイベントを中心に活動しているが、国内のほか海外でのステージも経験がある。(タイ、インドネシア、モスクワ、ハワイ)
ダンスや歌を通して癒やしと元気を人々に降り注ぎ、温泉のような効果を与えるイベントやステージを目指している。
また、みなかみ町内に実際にある18箇所の公式温泉地の看板娘役として、各担当温泉地やみなかみ町の魅力を伝えている。

## 結成経緯・概要
2015年3月に実施された「群馬県みなかみ町10周年記念事業の動画制作、及びPR戦略に関する業務委託に係るプロポーザル」において、コトバリスタ株式会社が最終受託者に決定、天狗株式会社（天狗工房）と主に「泉極志プロジェクト」を立ち上げる。
天狗工房が漫画の原作・企画・キャラクタデザインなどを行い、コトバリスタが町おこし・商店街活性化の総合プロデュースを行う。
群馬県みなかみ町にある"みなかみ18湯"を舞台として制作された漫画「泉極志」は、天狗工房の代表 福士直也原作による激烈温泉バトルファンタジーであるが、この漫画"泉極志"に登場する温泉宿の看板娘をモチーフとした衣装で、イベントなどでパフォーマンスをするグループとして「泉極娘」が結成された。
現在、レギュラーメンバー以外は担当する看板娘役が固定されていない。イベントによって臨時で参加するメンバーが居る。
メンバーは普段、個人でシンガーやタレント活動などをしているが、イベント時に泉極娘として集まるというシステムをとっている。
2020年公開の動画を最後に、イベントなどへの出演は確認されていない。

## メンバー

### 看板娘 各キャラクタ担当変遷一覧(2020年5月時点)
| 看板娘名                       | 担当                                             |
| ------------------------------ | ------------------------------------------------ |
| 水上 郷琥(みなかみ きょうこ)   | 咲乃奈緒→叶恵まそら→藤崎結朱→鮭山未菜美          |
| 月夜野 峰(つきよの みね)       | 有野いく(変わらず)                               |
| 湯檜曽 加耶(ゆびそ かや)       | AYASAMA(変わらず)                                |
| 真沢 守(さなざわ まもり)       | 湊音悠→ひなみ                                    |
| 向山 蛍(むこうやま ほたる)     | 藤崎結朱→伊波ユリ→五十嵐さや→日高まお→こはる     |
| 宝川 日向(たからがわ ひなた)   | 成賀くるみ→五十嵐さや                            |
| 法師 鳴(ほうし めい)           | 兎味ペロリナ→藤崎結朱→きゃすみん→村北沙織→櫻弥恵 |
| 赤岩 誠(あかいわ まこと)       | トオル→堀えりか→有野いく→瀬川ソウ太→小坂井祐莉絵 |
| 猿ヶ京 咲(さるがきょう さき)   | NRK the Hedgehog(のりこ)→真田美知                |
| 奈女沢 玲(なめさわ れい)       | misaco→久保田碧→赤司よしか                       |
| うのせ 柚乃(うのせ ゆの)       | 愛原さくと→ひなみ→辻夏樹→みゆう                  |
| 川古 花(かわふる はな)         | 鈴村博美→林檎飴→ぱーる→愛原さくと→さのちひろ     |
| 上野原 蒔枝(うえのはら まきえ) | 天地梨紗→神尾みず→トオル→神崎りのあ              |
| 湯宿 美弥(ゆじゅく みや)       | 成賀くるみ→櫻衣はる→中村綾花→梶川恵里→川畑早紀   |
| 上牧 清(かみもく きよ)         | やものっく(1回のみ)                              |
| 湯ノ小屋 夢(ゆのこや ゆめ)     | 堀えりか                                         |
| 高原千葉 邑(こうげんちば むら) | ひなみ→ぷりん                                    |
| 谷川瀬良(たにがわ せら)        | いこいゆきみ                                     |

## 楽曲
| 曲名                     | 配信日         | 作詞・作曲                              | 備考                                                                                          |
| ------------------------ | -------------- | --------------------------------------- | --------------------------------------------------------------------------------------------- |
| Dragon☆温泉パラダイス    | 2016年05月26日 | 作詞:藤崎結朱 作曲・編曲:闇天狗         | 正式には☆表記は前側一つ                                                                       |
| 激烈Pro天狗              | 2016年05月26日 | 作詞:福士直也 作曲・編曲:赤天狗＆闇天狗 | オリジナル曲は、天狗工房 第1社歌である                                                        |
| 豪快アブソリュートライフ | 未配信         | 作詞:福士直也 作曲・編曲:赤天狗＆闇天狗 | オリジナル曲は、天狗工房 第2社歌である パフォーマンス時に歌唱するが、楽曲の販売は行っていない |

Dragon☆温泉パラダイスと激烈Pro天狗は、カラオケすきっと(カラオケまねきねこ、ひとりカラオケ専門店ワンカラに設置)で配信されていた。
(すきっとのサービス終了にともない配信終了(2019年12月2日))
・みなComing体操(パフォーマンス時使用。泉極娘の歌ではない)
　　群馬県みなかみ町が、10周年を記念して制作したもの。体操というより、ダンスに近い。
　　泉極娘はステージでミラー状態で踊っている。(正対して一緒に踊ったときに、同じ側の手や足を出すことで参加者が踊りやすくしている)

## 出演メディア
- 2015年10月04日 FM GUMMA特別番組「おいで！みなかみ～10th Annivesary～」
- 2016年02月25日 生活情報マーケット なないろ日和！ (テレビ東京)
- 2016年12月14日 AbemaTV アベマショーゴ(水上郷琥、月夜野峰 転真ver)

## 参加イベント

### 2015年
| イベント日  | イベント名                                         | 開催場所                       | 参加キャラクター(担当) |
| ----------- | -------------------------------------------------- | ------------------------------ | --- |
| 06月28日    | 泉極祭 2015初夏の陣 ～爆誕泉極娘fromみなかみ18湯～ | 中野駅北口暫定広場             | 水上郷琥(咲乃奈緒) 月夜野峰(有野いく) 真沢守(湊音悠) うのせ柚乃(愛原さくと) 宝川日向(成賀くるみ) 向山蛍(藤崎結朱) 川古花(鈴村博美) 赤岩誠(トオル) |
| 08月16日    | みなかみ花火大会2015                               | 月夜野中学校                   | 水上郷琥(叶恵まそら) 月夜野峰(有野いく) 湯檜曽加耶(中村綾花) 真沢守(ひなみ) 向山蛍(藤崎結朱) うのせ柚乃(愛原さくと) 奈女沢玲(misaco) 上野原薪枝(トオル) 宝川日向(成賀くるみ) 法師鳴(兎味ペロリナ) 赤岩誠(堀えりか) 川古花(林檎飴) |
| 08月22-23日 | 猿ヶ京花火大会2015                                 | まんてん星の湯                 | 赤岩誠(有野いく) 法師鳴(藤崎結朱) 川古花(愛原さくと) 湯宿美弥(成賀くるみ) 高原千葉邑(ひなみ) |
| 08月23-24日 | アキバ大好き祭り2015                               | ベルサール秋葉原               | 月夜野峰(有野いく) 湯檜曽加耶(中村綾花) 真沢守(ひなみ) うのせ柚乃(愛原さくと) 宝川日向(成賀くるみ) 法師鳴(兎味ペロリナ) 向山蛍(藤崎結朱) 奈女沢玲(misaco) 上野原薪枝(トオル) |
| 09月05日    | おいで祭り2015                                     | 水上温泉街(ふれあい交流館)     | 水上郷琥(藤崎結朱) 月夜野峰(有野いく) 湯檜曽加耶(中村綾花) 真沢守(ひなみ) うのせ柚乃(愛原さくと) 谷川瀬良(いこいゆきみ) |
| 09月06日    | SLにて車内放送                                     | 水上駅                         | |
| 09月11日    | 藤原小学校・中学校運動会                           | 藤原小学校・中学校             | 水上郷琥(藤崎結朱) 宝川日向(成賀くるみ) うのせ柚乃(愛原さくと) |
| 09月19日    | 古馬牧小学校運動会                                 | 古馬牧小学校                   | 水上郷琥(藤崎結朱) 湯檜曽加耶(中村綾花) 真沢守(ひなみ) |
| 09月25-27日 | ANIME FESTIVAL ASIA                                | インドネシア                   | 水上郷琥(藤崎結朱) 月夜野峰(有野いく) 真沢守(ひなみ) |
| 09月27日    | みなかみ町民体育祭2015                             | 月夜野中学校                   | 湯檜曽加耶(中村綾花) 川古花(ぱーる) |
| 09月30日    | ストリートイベント                                 | 銀座 ぐんまちゃん家            | 水上郷琥(藤崎結朱) 月夜野峰(有野いく) 湯檜曽加耶(中村綾花) 真沢守(ひなみ) うのせ柚乃(愛原さくと) 宝川日向(成賀くるみ) |
| 10月04日    | みなかみ町新設10周年記念式典                       | みなかみ町月夜野緑地広場       | 水上郷琥(藤崎結朱) 月夜野峰(有野いく) 湯檜曽加耶(中村綾花) 真沢守(ひなみ) 法師鳴(きゃすみん) うのせ柚乃(愛原さくと) 宝川日向(成賀くるみ) 奈女沢玲(misaco) 猿ヶ京咲(のりこ) 高原千葉邑(ぷりん) 湯ノ小屋夢(堀えりか) 上牧清(やものっく) 谷川瀬良(いこいゆきみ) 赤岩誠(瀬川ソウ太) 湯宿美弥(櫻衣はる) 川古花(ぱーる) 向山蛍(伊波ユリ) 上野原蒔枝(神崎りのあ) |
| 10月11日    | アドベンチャーフェスティバル                       | 湯檜曽公園＆道の駅特設ステージ | 水上郷琥(藤崎結朱) 湯檜曽加耶(中村綾花) 真沢守(ひなみ) うのせ柚乃(愛原さくと) 宝川日向(成賀くるみ) |
| 10月17日    | アニ玉祭2015                                       | 大宮ソニックシティホール       | 水上郷琥(藤崎結朱) 月夜野峰(有野いく) 湯檜曽加耶(中村綾花) 真沢守(ひなみ) 法師鳴(きゃすみん) うのせ柚乃(愛原さくと) 宝川日向(成賀くるみ) 奈女沢玲(misaco) 猿ヶ京咲(のりこ) 高原千葉邑(ぷりん)f; |
| 11月01日    | みなかみ農業祭                                     | 道の駅水紀行館                 | 水上郷琥(藤崎結朱) 月夜野峰(有野いく) 湯檜曽加耶(中村綾花) 真沢守(ひなみ) |
| 11月14日    | みなかみウォーキングフェスティバル                 | みなかみ町内各所               | 水上郷琥(藤崎結朱) 月夜野峰(有野いく) 湯檜曽加耶(中村綾花) 真沢守(ひなみ) 猿ヶ京咲(のりこ) 川古花(さのちひろ) 法師鳴(きゃすみん) 宝川日向(成賀くるみ) |
| 11月19日    | Fight･of･the･Ring                                  | 新木場1stRING                  | 水上郷琥(藤崎結朱) 月夜野峰(有野いく) 湯檜曽加耶(中村綾花) 真沢守(ひなみ) うのせ柚乃(愛原さくと) 宝川日向(成賀くるみ) |
| 12月31日    | コミックマーケット C89                             | 東京ビッグサイト               | 水上郷琥(藤崎結朱) 湯檜曽加耶(中村綾花) 真沢守(ひなみ) |

### 2016年
| イベント日  | イベント名 | 開催場所                              | 参加キャラクター(担当) |
| ----------- | --- | ------------------------------------- | --- |
| 01月22-24日 | JAPAN EXPO | タイ                                  | 水上郷琥 転真ver(藤崎結朱) 月夜野峰 転真ver(有野いく) 真沢守 転真ver(ひなみ)                                                                                                 |
| 01月30日    | 春の関東甲信静観光展 | 池袋メトロポリタンビル                | 水上郷琥(藤崎結朱) 湯檜曽加耶(中村綾花) 真沢守(ひなみ) うのせ柚乃(愛原さくと)                                                                                                |
| 02月20日    | アキバ大好き！祭り | ベルサール秋葉原                      | 水上郷琥(藤崎結朱) 月夜野峰(有野いく) 湯檜曽加耶(中村綾花) 真沢守(ひなみ) 法師鳴(きゃすみん) 宝川日向(成賀くるみ) 湯宿美弥(櫻衣はる)                                         |
| 02月21日    | アキバ大好き！祭り | ベルサール秋葉原                      | 水上郷琥(藤崎結朱) 月夜野峰(有野いく) 湯檜曽加耶(中村綾花) 真沢守(ひなみ) 法師鳴(きゃすみん) 宝川日向(成賀くるみ) 湯宿美弥(櫻衣はる) うのせ柚乃(愛原さくと)                  |
| 02月27日    | 黒猫メイド魔法カフェ 泉極志ジャック 中野本店→水上、真沢、湯檜曽 ブロードウェイ店1F→宝川、うのせ ブロードウェイ店2F→月夜野 | 中野 黒猫メイド魔法カフェ             | 水上郷琥(藤崎結朱) 月夜野峰(有野いく) 湯檜曽加耶(中村綾花) 真沢守(ひなみ) うのせ柚乃(愛原さくと) 宝川日向(成賀くるみ)                                                        |
| 03月06-07日 | J-FEST 2016 | ロシア(モスクワ)                      | 水上郷琥 転真ver(藤崎結朱) 月夜野峰 転真ver(有野いく) 真沢守 転真ver(ひなみ)                                                                                                 |
| 03月26日    | Anime Japan2017 | 東京ビッグサイト (J25 天狗工房ブース) | 水上郷琥(藤崎結朱) 月夜野峰(有野いく) 湯檜曽加耶(中村綾花) 真沢守(ひなみ) うのせ柚乃(愛原さくと) 川古花(さのちひろ) 湯ノ小屋夢(堀えりか) 奈女沢玲(misaco) 法師鳴(きゃすみん) |
| 03月27日    | Anime Japan2017 | 東京ビッグサイト (J25 天狗工房ブース) | 水上郷琥(藤崎結朱) 月夜野峰(有野いく) 湯檜曽加耶(中村綾花) 真沢守(ひなみ) うのせ柚乃(愛原さくと) 猿ヶ京咲(のりこ) 湯ノ小屋夢(堀えりか) 法師鳴(きゃすみん)                    |
| 06月25日    | 月夜野ホタル鑑賞の夕べ | 矢瀬親水公園                          | 水上郷琥(藤崎結朱) 月夜野峰(有野いく) 湯檜曽加耶(中村綾花) 真沢守(ひなみ) うのせ柚乃(愛原さくと) 宝川日向(成賀くるみ)                                                        |
| 08月27日    | 赤谷湖上花火大会 | まんてん星の湯                        | 水上郷琥(藤崎結朱) 月夜野峰(有野いく) 湯檜曽加耶(中村綾花) 真沢守(ひなみ) 猿ヶ京咲(のりこ)                                                                                   |
| 09月03-04日 | おいで祭り2016 | 水上温泉街(ふれあい交流館)            | 水上郷琥(藤崎結朱) 月夜野峰(有野いく) 湯檜曽加耶(中村綾花) 真沢守(ひなみ) |
| 09月24日    | ツーリズムEXPOジャパン | 東京ビッグサイト (群馬県ブース)       | 月夜野峰(有野いく) 湯檜曽加耶(中村綾花) 真沢守(ひなみ) |
| 09月25日    | みなかみ町民体育祭 | 月夜野中学校                          | 水上郷琥(藤崎結朱) 月夜野峰(有野いく) 湯檜曽加耶(中村綾花) 真沢守(ひなみ) 向山蛍(五十嵐さや)                                                                                 |
| 10月01日    | 国際都市おおたフェスティバル「空の日」                                                                                    | 天空橋駅隣接エリア                    | 水上郷琥(藤崎結朱) 月夜野峰(有野いく) 湯檜曽加耶(中村綾花) 真沢守(ひなみ) 法師鳴(きゃすみん)                                                                                 |
| 10月09日    | アニ玉祭2016 | 大宮ソニックシティ                    | 水上郷琥(藤崎結朱) 湯檜曽加耶(中村綾花) 真沢守(ひなみ) 向山蛍(五十嵐さや) 法師鳴(きゃすみん)                                                                                 |
| 10月30日    | アキバハロウィン | 秋葉原UDX                             | 水上郷琥(藤崎結朱) 真沢守(ひなみ) 向山蛍(五十嵐さや) 法師鳴(きゃすみん) |
| 11月20日    | みなかみ町サブカル祭 サブカル祭りLIVE                                                                                     | たくみの里                            | 月夜野峰(有野いく) 湯檜曽加耶(中村綾花) 真沢守(ひなみ) 向山蛍(五十嵐さや) 法師鳴(きゃすみん) 猿ヶ京咲(のりこ)                                                                |
| 12月16日    | 爆裂忘年会2016 | 新宿FACE                              | 水上郷琥(藤崎結朱) 月夜野峰(有野いく) 湯檜曽加耶(中村綾花) 真沢守(ひなみ) 向山蛍(五十嵐さや)                                                                                 |

### 2017年
| イベント日  | イベント名                           | 開催場所                                        | 参加キャラクター(担当) |
| ----------- | ------------------------------------ | ----------------------------------------------- | --- |
| 01月28日    | 春の関東甲信静観光展                 | 池袋メトロポリタンビル                          | 月夜野峰(有野いく) 真沢守(ひなみ) 向山蛍(五十嵐さや)                                                                                 |
| 02月25日    | アキバ大好き！祭り                   | ベルサール秋葉原                                | 水上郷琥(藤崎結朱) 月夜野峰(有野いく) 湯檜曽加耶(中村綾花) 真沢守(ひなみ) 向山蛍(五十嵐さや)                                         |
| 02月26日    | アキバ大好き！祭り                   | ベルサール秋葉原                                | 水上郷琥(藤崎結朱) 湯宿美弥(中村綾花) うのせ柚乃(ひなみ) 宝川日向(五十嵐さや)                                                        |
| 03月20日    | スノーフェスティバル                 | 水上高原スキーリゾート                          | 月夜野峰(有野いく) 真沢守(ひなみ) 向山蛍(藤崎結朱) うのせ 柚乃(辻夏樹) 宝川日向(五十嵐さや) 猿ヶ京咲(のりこ)                         |
| 03月25-26日 | AnimeJapan2017                       | 東京ビッグサイト                                | 水上郷琥(藤崎結朱) 月夜野峰(有野いく) 湯檜曽加耶(中村綾花) 真沢守(ひなみ) 宝川日向(五十嵐さや)                                       |
| 04月07-09日 | Kawaii Kon                           | ハワイ                                          | 水上郷琥 転真ver(藤崎結朱) 月夜野峰 転真ver(有野いく)                                                                                |
| 05月21日    | ステージ プロレスリングZERO1         | 後楽園ホール                                    | 水上郷琥(藤崎結朱) 月夜野峰(有野いく) 湯檜曽加耶(中村綾花) 真沢守(ひなみ) 宝川日向(五十嵐さや)                                       |
| 05月28日    | 粋輿連25周年記念式典                 | ホテル聚楽                                      | 月夜野峰(有野いく) 湯檜曽加耶(中村綾花) 真沢守(ひなみ)                                                                               |
| 06月24日    | ホタル観賞の夕べ                     | 矢瀬親水公園                                    | 月夜野峰(有野いく) 湯檜曽加耶(中村綾花) 真沢守(ひなみ) 宝川日向(五十嵐さや)                                                          |
| 07月01日    | 鉄道わくわくフェスティバル           | 水上駅SL転車台広場                              | 月夜野峰(有野いく) 湯檜曽加耶(中村綾花) 真沢守(ひなみ) 宝川日向(五十嵐さや) 法師鳴(村北沙織) 赤岩誠(小坂井祐莉絵)                    |
| 07月01日    | リアニメーション10                   | お台場 潮風公園 太陽の広場                      | 水上郷琥 転真ver(藤崎結朱) |
| 08月19-20日 | デサント藤原湖マラソン前夜祭＆開会式 | 藤原湖畔公園西多目的広場 藤原湖運動広場         | 水上郷琥(藤崎結朱) 月夜野峰(有野いく) 湯檜曽加耶(中村綾花) 真沢守(ひなみ) 宝川日向(五十嵐さや) 法師鳴(村北沙織) 赤岩誠(小坂井祐莉絵) |
| 08月26日    | 赤谷湖上花火大会                     | まんてん星の湯                                  | 月夜野峰(有野いく) 湯檜曽加耶(中村綾花) 真沢守(ひなみ) 宝川日向(五十嵐さや)                                                          |
| 09月02日    | おいで祭り                           | ふれあい交流館                                  | 水上郷琥(藤崎結朱) 月夜野峰(有野いく) 真沢守(ひなみ)                                                                                 |
| 09月24日    | みなかみ町民体育祭                   | 月夜野中学校                                    | 月夜野峰(有野いく) 真沢守(ひなみ) 宝川日向(五十嵐さや) 赤岩誠(小坂井祐莉絵)                                                          |
| 11月22日    | いばらき とちぎ ぐんま展             | サンシャインシティ ワールドインポートマートビル | 水上郷琥(藤崎結朱) 宝川日向(五十嵐さや) 真沢守(ひなみ)                                                                               |

### 2018年
| イベント日  | イベント名                           | 開催場所                                | 参加キャラクター(担当)                                                                                          |
| ----------- | ------------------------------------ | --------------------------------------- | --- |
| 02月04日    | 春の関東甲信観光展                   | 池袋メトロポリタンビル                  | 水上郷琥(藤崎結朱) 月夜野峰(有野いく) 湯檜曽加耶(中村綾花) 向山蛍(日高まお)                                     |
| 03月21日    | スノーフェスティバル                 | 水上高原スキーリゾート                  | 水上郷琥(藤崎結朱) 月夜野峰(有野いく) 湯檜曽加耶(中村綾花) 真沢守(ひなみ) 宝川日向(五十嵐さや) 向山蛍(日高まお) |
| 06月16日    | みなかみユネスコエコパーク1周年      | イオンモール高崎                        | 月夜野峰(有野いく) 湯檜曽加耶(中村綾花) 真沢守(ひなみ) 宝川日向(五十嵐さや) 法師鳴(日高まお)                    |
| 06月23日    | ホタル観賞の夕べ                     | 矢瀬親水公園                            | 月夜野峰(有野いく) 真沢守(ひなみ) 宝川日向(五十嵐さや) 法師鳴(日高まお)                                         |
| 07月01日    | ググっとぐんま観光キャンペーン       | 群馬県庁1F                              | 月夜野峰(有野いく) 湯檜曽加耶(中村綾花) 真沢守(ひなみ) 宝川日向(五十嵐さや) 法師鳴(日高まお)                    |
| 08月18-19日 | デサント藤原湖マラソン前夜祭＆開会式 | 藤原湖畔公園西多目的広場 藤原湖運動広場 | 月夜野峰(有野いく) 湯檜曽加耶(中村綾花) 真沢守(ひなみ) うのせ 柚乃(みゆう) 奈女沢玲(久保田碧)                   |
| 08月25日    | 赤谷湖上花火大会                     | 猿ヶ京温泉                              | 水上郷琥(鮭山未菜美) 真沢守(ひなみ) 宝川日向(五十嵐さや) 湯宿美弥(梶川恵里)                                     |
| 09月15日    | 鉄道わくわくフェスティバル           | 水上駅SL転車台広場                      | 水上郷琥(鮭山未菜美) 湯檜曽加耶(中村綾花) 真沢守(ひなみ) 宝川日向(五十嵐さや)                                   |
| 10月13日    | 利根商モール2018                     | 利根商業高等学校                        | 水上郷琥(鮭山未菜美) 月夜野峰(有野いく) 湯檜曽加耶(中村綾花) 真沢守(ひなみ) 宝川日向(五十嵐さや)                |

### 2019年
| イベント日        | イベント名                                                   | 開催場所                                | 参加キャラクター(担当)                                                                           |
| ----------------- | ------------------------------------------------------------ | --------------------------------------- | ------------------------------------------------------------------------------------------------ |
| 03月21日          | みなかみスノーフェスティバル                                 | 水上高原スキーリゾート                  | 水上郷琥(鮭山未菜美) 月夜野峰(有野いく) 宝川日向(五十嵐さや) 法師鳴(櫻弥恵) 奈女沢玲(赤司よしか) |
| 06月29日          | 月夜野ホタル鑑賞の夕べ                                       | 矢瀬親水公園                            | 月夜野峰(有野いく) 湯檜曽加耶(中村綾花) 真沢守(ひなみ) 宝川日向(五十嵐さや) 湯宿美弥(川畑早紀)   |
| 08月24日          | SFライバーフェスVol.2                                        | 渋谷UNDER DEER Lounge                   | [ 9 ]                                                                                            |
| 08月24日 08月25日 | デサント藤原湖マラソン 24 前夜祭・花火大会 25 藤原湖マラソン | 藤原湖畔公園西多目的広場 藤原湖運動広場 | 月夜野峰(有野いく) 湯檜曽加耶(中村綾花) 真沢守(ひなみ) 宝川日向(五十嵐さや) 向山蛍(こはる)       |
| 08月31日          | 赤谷湖上花火大会                                             | まんてん星の湯                          | 月夜野峰(有野いく) 湯檜曽加耶(中村綾花) 真沢守(ひなみ) 宝川日向(五十嵐さや)                      |
| 09月01日          | 花と緑のぐんまづくり2019 ふるさとキラキラフェスティバル      | たくみの里                              | 湯檜曽加耶(中村綾花) 真沢守(ひなみ) 宝川日向(五十嵐さや)                                         |
| 09月07日          | 花と緑のぐんまづくり2019 ふるさとキラキラフェスティバル      | たくみの里                              | 月夜野峰(有野いく) 湯檜曽加耶(中村綾花) 真沢守(ひなみ) 宝川日向(五十嵐さや)                      |
| 09月07日          | おいで祭り                                                   | ふれあい交流館駐車場                    | 月夜野峰(有野いく) 湯檜曽加耶(中村綾花) 真沢守(ひなみ) 宝川日向(五十嵐さや)                      |
| 12月26日          | 天狗工房presents 爆烈忘年会2019                              | 新宿FACE                                | 水上郷琥(鮭山未菜美) 月夜野峰(有野いく) 湯檜曽加耶(中村綾花) 宝川日向(五十嵐さや)                |

### 2020年
| イベント日 | イベント名                      | 開催場所 | 参加キャラクター(担当)                                                            |
| ---------- | ------------------------------- | -------- | --------------------------------------------------------------------------------- |
| 12月09日   | 天狗工房presents 爆烈忘年会2020 | 新宿FACE | 水上郷琥(鮭山未菜美) 月夜野峰(有野いく) 湯檜曽加耶(中村綾花) 宝川日向(五十嵐さや) |